# Paul Achkar
Paul Achkar (arabisch بولس أشقر; * 3. Februar 1893 in Damaskus, Syrien; † 23. April 1982) war der erste Erzbischof der Melkitischen Griechisch-Katholischen Kirche von Latakia im Libanon.

## Leben
Paul Achkar empfing am 15. August 1921 die Priesterweihe, seine Ernennung zum Erzbischof von Latakia erfolgte am 20. September 1961. Die Wahl wurde am 11. November 1961 durch den Heiligen Stuhl bestätigt. Am 17. Dezember 1961 spendete ihm der Patriarch von Antiochien  Maximos IV. Kardinal Sayegh SMSP die Bischofsweihe; Mitkonsekratoren waren Erzbischof Athanasios Toutoungi von Aleppo und Erzbischof Joseph Elias Tawil, Weihbischof in Antiochien. Er war von 1962 bis 1965 Teilnehmer an den vier Sitzungsperioden des Zweiten Vatikanischen Konzils. Er war Mitkonsekrator bei den Bischofsweihen von Bischof Justin Abraham Najmy BA (Patriarchalexarch der Vereinigten Staaten), Nicolas Naaman SMSP (Erzbischof von Bosra und Hauran) und Joseph-Marie Raya (Erzbischof von Akka). Von 1974 bis 1975 war er nebenamtlich Patriarchalvikar von Jerusalem. Den Altersbestimmungen folgend wurde er am 18. August 1981, im Alter von 88 Jahren, emeritiert. Zu seinem Nachfolger wurde Michel Yatim ernannt.